# Ravine du Marquis
Pour les articles homonymes, voir Marquis (homonymie).
La ravine du Marquis est un cours d'eau de Guadeloupe situé en Basse-Terre sur la commune de Bouillante.

## Géographie
La ravine s'écoule sur environ 3,5 km et prend sa source au alentour du Faux Piton de Bouillante vers 600 m d'altitude. Elle se jette dans l'anse à Cardonnet entre la pointe de l'Ermitage et la pointe du Marquis.

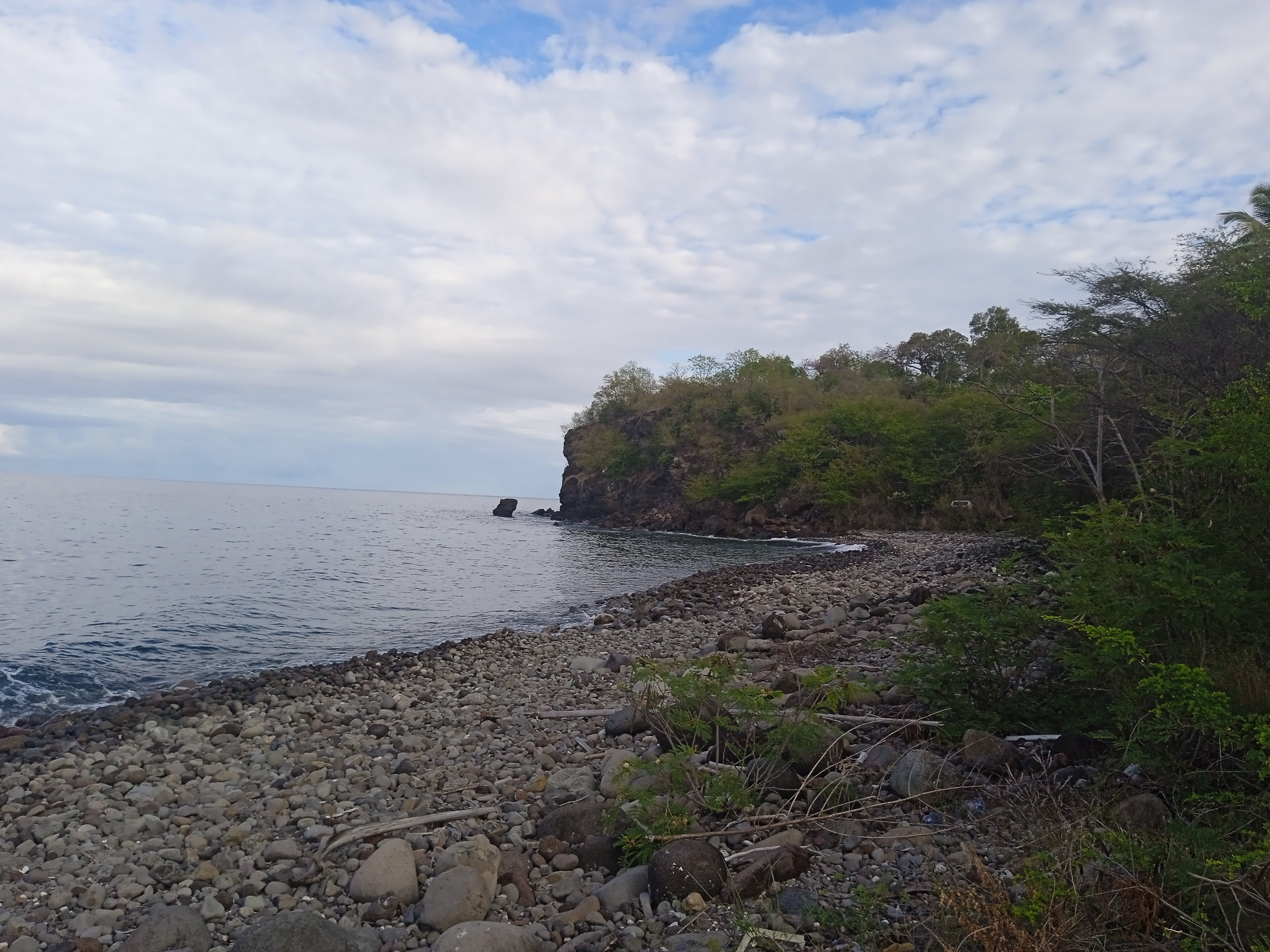
Anse à Cardonnet.
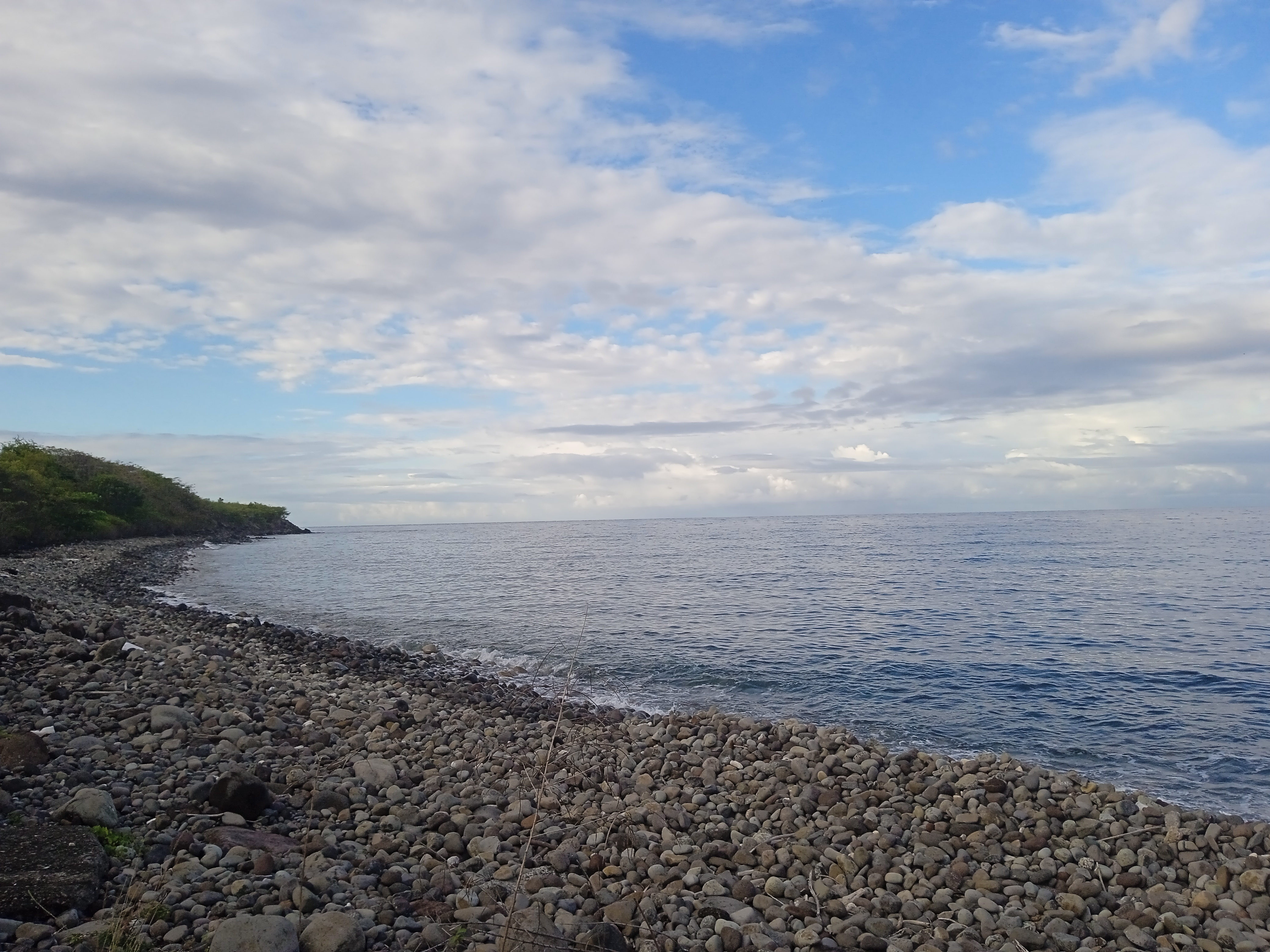
La pointe du Marquis.

## Histoire
Le versant sud de la ravine du Marquis abrite des grottes, abris sous roche qui ont servi d'habitations aux amérindiens caraïbes. Des traces archéologiques permettent d'établir que le site a été habité jusqu'au moins 1671.